# 西王花园弄堂博物馆
西王花园弄堂博物馆（英語：West Garden Lane Museum）是一座位于上海的弄堂主题博物馆。

## 历史
2018年1月4日建成开放，位于上海静安区奉贤路68弄西王小区入口处。是由石门二路街道西王小区打造的上海第一家花园弄堂博物馆，建筑面积为133平方米。
西王小区内有12幢花园里弄住宅，是地产商程谨轩在1911年投资建造的英国安妮女王风格建筑群。

## 营业时间
- 周一至周六：上午九点至十二点，下午两点至五点
- 周日闭馆

## 交通
- 上海轨道交通2号线、12号线南京西路站